# Lovisa Lindström
Lovisa Lindström, född 28 oktober 1985, är en svensk låtskrivare från Frösön bosatt i Stockholm. 
Lovisa Lindström gick musiklinje på gymnasiet, sedan skrivarlinje och på ELLA Pop/Rocklinjen på Gotland och sedan på rockmusiklinjen på Birkagårdens folkhögskola. Hon började sin karriär som trummis i ett indiepopband och har bland annat spelat på Storsjöyran.
Lovisa Lindström har också medverkat i två program i P3 om flickors roll inom musiken och i ”Personligt i P3” där hon i ett eget program också hade med sina egna låtar (2008). År 2010 gjorde hon skivdebut. och 2012 fick hon förlagsavtal med Sweden Songs.

## Diskografi
- 2010 - Something's been missing EP
- 2012 - The time that should be mine